# Urleni
Urleni (en népalais : उर्लेनी) est un comité de développement villageois du Népal situé dans le district de Nuwakot. Au recensement de 2011, il comptait 4 014 habitants.